# Boudewijn van Luxemburg

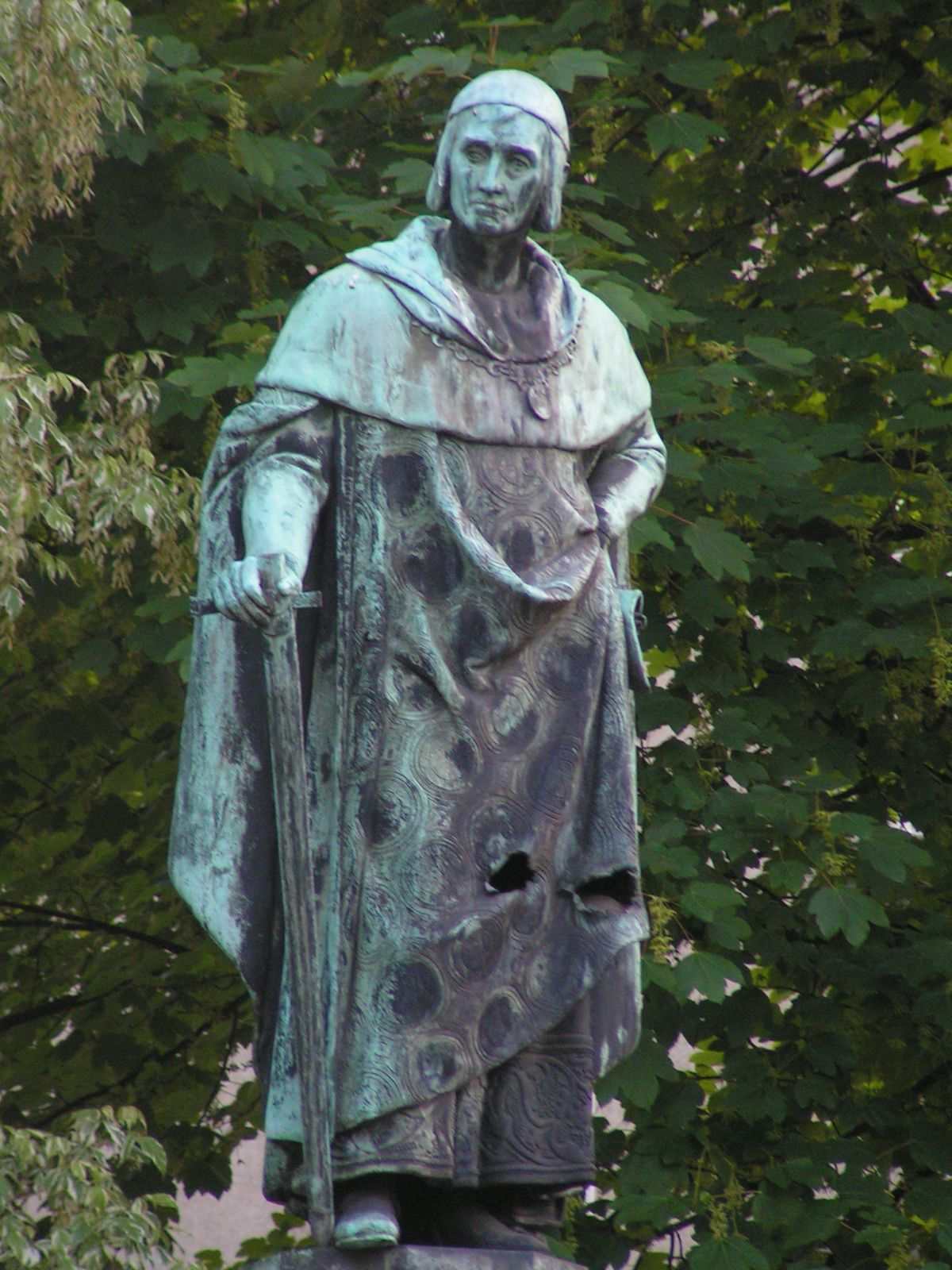
Standbeeld van Boudewijn van Luxemburg in de Balduinbrunnen van Trier.

Boudewijn van Luxemburg (circa 1285 — Trier, 21 januari 1354) was van 1307 tot aan zijn dood aartsbisschop van Trier en aartskanselier van Bourgondië. Van 1328 tot 1336 was hij bovendien diocesaan administrator van het bisdom Mainz en oefende hij tussen 1331 en 1337 in tussenpozen dezelfde functies uit in het prinsbisdom Worms en het prinsbisdom Spiers. Hij behoorde tot het Huis Luxemburg.

## Levensloop
Boudewijn werd geboren als jongere zoon van graaf Hendrik VI van Luxemburg en diens echtgenote Beatrix, dochter van Boudewijn van Avesnes. Als jongere zoon was hij bestemd voor een geestelijke loopbaan. Hij studeerde theologie en canoniek recht aan de Universiteit van Parijs en werd in 1307 op slechts 22-jarige leeftijd verkozen tot aartsbisschop van Trier. In 1308 werd hij door paus Clemens V in Poitiers tot bisschop gewijd.
Boudewijn werd al snel een van de invloedrijkste vorsten in Duitsland en beïnvloedde in 1308 de verkiezing van zijn broer Hendrik VII tot Rooms-Duits koning. Van 1310 tot 1313 begeleidde Boudewijn zijn broer Hendrik bij diens reis naar Italië, waar Hendrik VII op 29 juni 1312 in Rome tot keizer van het Heilige Roomse Rijk werd gekroond. Bij de verkiezing van de Rooms-Duitse koning na de vroege dood van zijn broer Hendrik VII in 1313, steunde Boudewijn de kandidatuur van hertog Lodewijk IV van Beieren. In 1346 liet hij zijn steun aan Lodewijk IV vallen en koos hij de zijde van zijn achterneef Karel IV, waarmee hij de belangrijkste bondgenoot van Karel was in het westen van het Heilige Roomse Rijk.
Tussen 1324 en 1326 was Boudewijn een van de vier vorsten die betrokken was in de Vier Vorstenoorlog tegen de stad Metz. In 1328 werd hij door gravin Loretta van Sponheim, met wie hij een territoriaal conflict had, gevangengezet in het kasteel van Starkenburg en hij werd pas vrijgelaten na het betalen van een hoge som losgeld en na enkele territoriale concessies te hebben gedaan. 
Hetzelfde jaar werd Boudewijn door de kathedraalkapittel naar voor geschoven als kandidaat voor het vacante aartsbisdom Mainz, maar de paus benoemde Hendrik III van Virneburg tot de nieuwe aartsbisschop van Mainz. Boudewijn bleef echter het aartsbisdom Mainz regeren tot het zogenaamde Schisma van Mainz in 1336 werd beëindigd door de pauselijke curie in Avignon. Van 1331 tot 1337 oefende Boudewijn ook de controle uit over de prinsbisdommen Worms en Spiers.
Net als de meeste middeleeuwse bisschoppen was Boudewijn de beschermheer van zijn ambtszetel. Zo liet hij de Balduinbrücke bouwen in Koblenz en liet hij de oude Romeinse brug in Trier repareren. Ook hervormde hij de administratie van het aartsbisdom Trier en liet hij voortaan officiële documenten bewaren. Hij liet tevens veel kopieën maken en vier gekopieerde manuscripten van de archieven van het aartsbisdom bevinden zich in de belangrijkste nationale archieven in Koblenz. Hij streefde er bovendien naar om de gevarieerde regio's van zijn aartsbisdom te verbinden en hij deinsde er niet voor terug om hiervoor militaire methodes te gebruiken.
In 1354 stierf Boudewijn in een kloostercel in het lokale klooster van Trier. Hij werd bijgezet in de westelijke vleugel van de Dom van Trier. 

## Voorouders
| Voorouders van Boudewijn van Luxemburg (1285-1354) | Voorouders van Boudewijn van Luxemburg (1285-1354)                           | Voorouders van Boudewijn van Luxemburg (1285-1354)                           | Voorouders van Boudewijn van Luxemburg (1285-1354)                          | Voorouders van Boudewijn van Luxemburg (1285-1354)                          | Voorouders van Boudewijn van Luxemburg (1285-1354)                          | Voorouders van Boudewijn van Luxemburg (1285-1354)                          | Voorouders van Boudewijn van Luxemburg (1285-1354)                          | Voorouders van Boudewijn van Luxemburg (1285-1354)                          |
| -------------------------------------------------- | ---------------------------------------------------------------------------- | ---------------------------------------------------------------------------- | --------------------------------------------------------------------------- | --------------------------------------------------------------------------- | --------------------------------------------------------------------------- | --------------------------------------------------------------------------- | --------------------------------------------------------------------------- | --------------------------------------------------------------------------- |
| Overgrootouders                                    | Walram III van Limburg (1180-1126) ∞ 1214 Ermesinde II van Namen (1186-1247) | Walram III van Limburg (1180-1126) ∞ 1214 Ermesinde II van Namen (1186-1247) | Hendrik II van Bar (1190-1239) ∞ 1219 Filippa van Dreux (1192-1242)         | Hendrik II van Bar (1190-1239) ∞ 1219 Filippa van Dreux (1192-1242)         | Burchard van Avesnes (1182-1244) ∞ Margaretha II van Vlaanderen (1202-1280) | Burchard van Avesnes (1182-1244) ∞ Margaretha II van Vlaanderen (1202-1280) | Thomas II van Coucy (1184-1253) ∞ Mathilde de Rethel (± 1192-1268)          | Thomas II van Coucy (1184-1253) ∞ Mathilde de Rethel (± 1192-1268)          |
| Grootouders                                        | Hendrik V van Luxemburg (1221-1281 ∞ 1240 Margaretha van Bar (1220-1275)     | Hendrik V van Luxemburg (1221-1281 ∞ 1240 Margaretha van Bar (1220-1275)     | Hendrik V van Luxemburg (1221-1281 ∞ 1240 Margaretha van Bar (1220-1275)    | Hendrik V van Luxemburg (1221-1281 ∞ 1240 Margaretha van Bar (1220-1275)    | Boudewijn van Avesnes (1219-1295) ∞ 1243 Felicitas van Coucy (1220-1307)    | Boudewijn van Avesnes (1219-1295) ∞ 1243 Felicitas van Coucy (1220-1307)    | Boudewijn van Avesnes (1219-1295) ∞ 1243 Felicitas van Coucy (1220-1307)    | Boudewijn van Avesnes (1219-1295) ∞ 1243 Felicitas van Coucy (1220-1307)    |
| Ouders                                             | Hendrik VI van Luxemburg (1252-1288) ∞ 1260 Beatrix van Avesnes (1240-1321)  | Hendrik VI van Luxemburg (1252-1288) ∞ 1260 Beatrix van Avesnes (1240-1321)  | Hendrik VI van Luxemburg (1252-1288) ∞ 1260 Beatrix van Avesnes (1240-1321) | Hendrik VI van Luxemburg (1252-1288) ∞ 1260 Beatrix van Avesnes (1240-1321) | Hendrik VI van Luxemburg (1252-1288) ∞ 1260 Beatrix van Avesnes (1240-1321) | Hendrik VI van Luxemburg (1252-1288) ∞ 1260 Beatrix van Avesnes (1240-1321) | Hendrik VI van Luxemburg (1252-1288) ∞ 1260 Beatrix van Avesnes (1240-1321) | Hendrik VI van Luxemburg (1252-1288) ∞ 1260 Beatrix van Avesnes (1240-1321) |

- Bibliothèque nationale de France: cb11885679g (data)
- Gemeinsame Normdatei: 11850617X
- International Standard Name Identifier: 0000 0001 2135 5300
- Library of Congress Control Number: n89638378
- Nationale Bibliotheek van Tsjechië: jx20100716001
- Nationale Bibliotheek van Israël: 987007258017405171
- Nederlandse Thesaurus van Auteursnamen: 071407987
- Système universitaire de documentation: 02767102X
- Virtual International Authority File: 61539754
- WorldCat: E39PBJdGJXyKYgVycwH86dkxDq